# Хамраев, Алишер Шоназарович
Алишер Шоназарович Хамраев (30 сентября 1968 года, Самаркандский район, Самаркандская область, Узбекская ССР) — узбекский преподаватель, юрист и политический деятель, депутат Законодательной палаты Олий Мажлиса Республики Узбекистан III и IV созыва. Член Демократической партии Узбекистана «Миллий Тикланиш».

## Биография
В 1993 году Алишер Хамраев окончил Самаркандский государственный педагогический институт, а в 2001 году Самаркандский государственный университет. В 2015 году избран в Законодательную палату Олий Мажлиса Республики Узбекистан III созыва, а в 2020 году переизбран на ещё один срок и назначен на должность члена Комитета по вопросам обороны и безопасности Законодательной палаты Олий Мажлиса Республики Узбекистан.